# 埼玉県虐待禁止条例
埼玉県虐待禁止条例（さいたまけんぎゃくたいきんしじょうれい）は、日本の埼玉県において2017年（平成29年）から施行されている条例である。

## 概要
この条例では、第1条において「児童、高齢者及び障害者に対する虐待の禁止並びに虐待の予防及び早期発見その他の虐待の防止」を基本理念としている。
埼玉県議会では2010年（平成22年）以降、単独過半数を占める自民党の県議団が積極的に会派単独で議員提案条例を提出しており、8割以上の35件が成立・施行されている。本条例も2017年（平成29年）6月の定例県議会に議員提案として上程され、全会一致で可決・成立し2018年（平成30年）4月1日より施行された。

## 令和5年改正案
2023年（令和5年）9月の県議会定例会において、自民党県議団（田村琢実団長）は本条例の改正案を会派単独で提出したが、その内容について県内外から「留守番禁止条例」などとして激しい批判を浴び、保健福祉委員会での可決後に本会議で一転して条例案を提出した自民党の取り下げにより撤回される異例の事態となった。

### 内容
令和5年改正案では、欧米各国において児童に1人で留守番をさせる行為を「虐待」と定義付けて罰則付きで禁止する事例があることに倣い、罰則は設けないものの小学3年生以下の児童だけで留守番をさせる行為を禁止し、4年生以上の児童については努力義務を県民に課すものとなっていた。また、保護者が近くにおらず、この改正案において「虐待」状態にあるとみなされる児童を発見した時は、その児童が1人か複数人かを問わず児童相談所への通報が義務付けられるものとしていた。

### 委員会審議
福祉保健委員会の審議では、条例案の「住居その他の場所に残したまま外出することその他の放置」とする規定についての質問が相次ぎ、提案者代表として自民党の小久保憲一県議が「子どもだけの登下校や短時間の留守番」「子どもだけで公園で遊ぶこと」なども「禁止行為にあたる」と答弁したのをはじめ、他会派の委員から条文における「放置」の定義を明確化するよう求められたことに対しては「範囲が狭まるので定めない」と拒絶し、待機児童の解消に向けた環境整備を優先すべきではないかとの意見に対しては「指摘の通りだが、県に適切に運用してもらう」とした。
採決の結果、議案を提出した自民党に加え公明党も賛成したのに対して民主フォーラム、共産党、県民会議が反対し、賛成多数により可決された。

### 反対運動
改正案が委員会で可決されたことにより定例会最終日となる10月13日の本会議において賛成多数で可決・成立するのは確実とみられていたが、10月5日の夕方以降に複数のニュース番組で条例案の問題点が取り上げられたことから、県内外で反対運動が拡大する事態となった。
特に子育て世代からの反発が強く、共働きや片親の家庭が過重な負担を強いられることを懸念する意見が相次いだ。県内在住の有志が立ち上げた条例反対のオンライン署名は10万筆を突破し、これとは別にさいたま市でPTA連合会が集めた署名は2万8000筆に達している。また、10月10日時点で埼玉県庁に寄せられた意見では条例案への反対が1005件にのぼったのに対し、賛成は2件に留まった。

### 異例の撤回・取り下げ
こうした反対運動の拡大に対して議案を提出した自民党の国会議員からも異論が続出する事態となり、梯子を外された形となった自民党県議団では10日に議案の取り下げを表明する。そのため、委員会で可決された条例案が本会議での可決・成立を前に提案した会派からの申し出で撤回される異例の事態となった。議会事務局によると、埼玉県議会において過去に議員提案が撤回されたのは2008年（平成20年）に提案内容が知事提案と重複していたことを理由とする1件のみで、今回のように委員会で可決された条例案が本会議での採決前に撤回された前例は無いとしている。
自民党県議団では定例県議会最終日となる10月13日に議会運営委員会で「県民から多くの意見があった。趣旨が十分理解され広く受け入れられることが大事」と撤回理由を説明し、本会議では60名余りの傍聴者の一部がやじを飛ばして騒然とする中で議案の取り下げが全会一致により承認された。
議案の撤回に至った経緯について自民党県議団の田村琢実団長は記者会見で「県民、国民の皆様から大きな不安の声、ご心配をたまわっている。心からおわびを申し上げたい」と陳謝したうえで「議案の内容等には私は瑕疵がなかったと感じているが、説明が不十分で、猛省している」と強調した。今後の改正案再提出に関しては「ゼロベース」としている。